# Спартак (стадион, Новосибирск)
«Спарта́к» — многофункциональный стадион в Новосибирске, Россия. Одно из старейших спортивных сооружений города. Построен в центре города — частично на месте бывшего кладбища (во время проведения земляных работ на поле стадиона были найдены человеческие останки). Ближайшие станции метрополитена — «Площадь Ленина», «Сибирская» и «Красный проспект». Стадион «Спартак» используется не только для проведения футбольных матчей (для этого предусмотрено футбольное поле с искусственным покрытием и подогревом), но и для проведения соревнований по лёгкой атлетике — вокруг поля имеются беговые дорожки. В сооружениях стадиона имеются залы для занятий баскетболом, волейболом, борьбой и другими видами спорта.

Фасад стадиона

Стадион является домашним для Новосибирского футбольного клуба «Сибирь»

## История
Торжественное открытие стадиона (футбольное поле с беговыми дорожками, четыре теннисных корта, две баскетбольные площадки, помещение для душа и шахматный павильон) состоялось 8 августа 1927 года — в день открытия третьей Сибирской спартакиады.
В 1952 году стадион был закрыт на реконструкцию, в связи с ветхостью. В 2004 году на футбольном поле стадиона заменили натуральный газон на искусственный и установили профессиональное звуковое оборудование. В 2010 году постелили новый искусственный газон и футбольному полю был выдан сертификат ФИФА «2 звезды». В 2011 году на стадионе заменили табло на светодиодный видеоэкран размером 22,02 на 7,68 метров.
С 2006 по 2008 год на стадионе проводился Международный юношеский футбольный турнир на призы Федерации футбола Новосибирской области, участниками которого были юношеские составы «Аякса», «Олимпика», «Сельты», «Легии», ЦСКА и «Сибири».

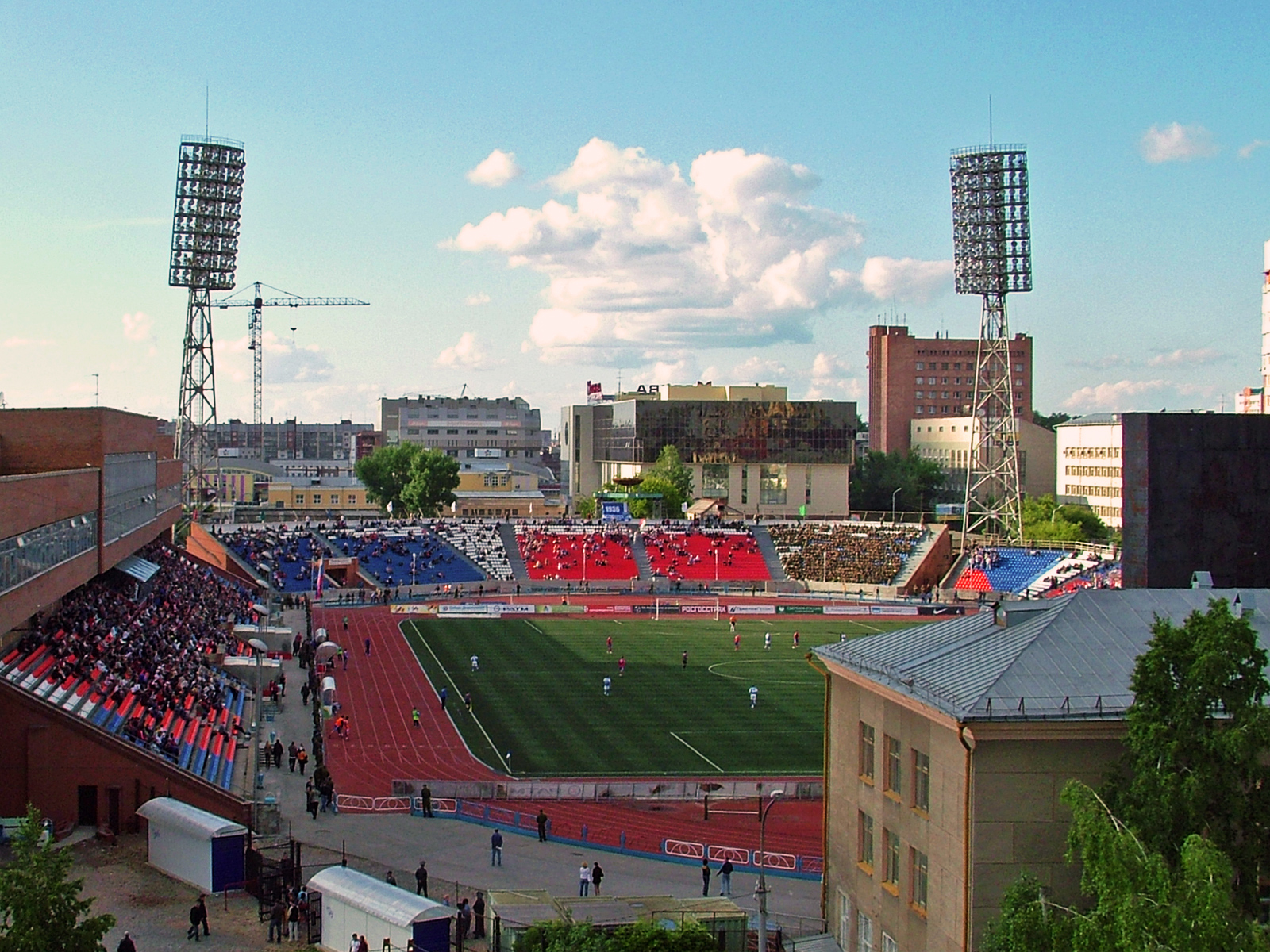
Вид на стадион с колеса обозрения

20 июня 2024 года в Москве состоялось заседание комиссии по сертификации стадионов Российского футбольного союза. Новосибирский стадион «Спартак» получил категорию "ВТОРАЯ", что позволяет «Сибири» проводить на домашнем стадионе матчи в рамках соревнований РФС.

## Галерея

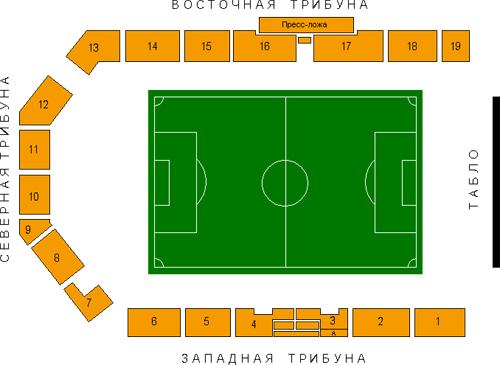
Схема трибун стадиона
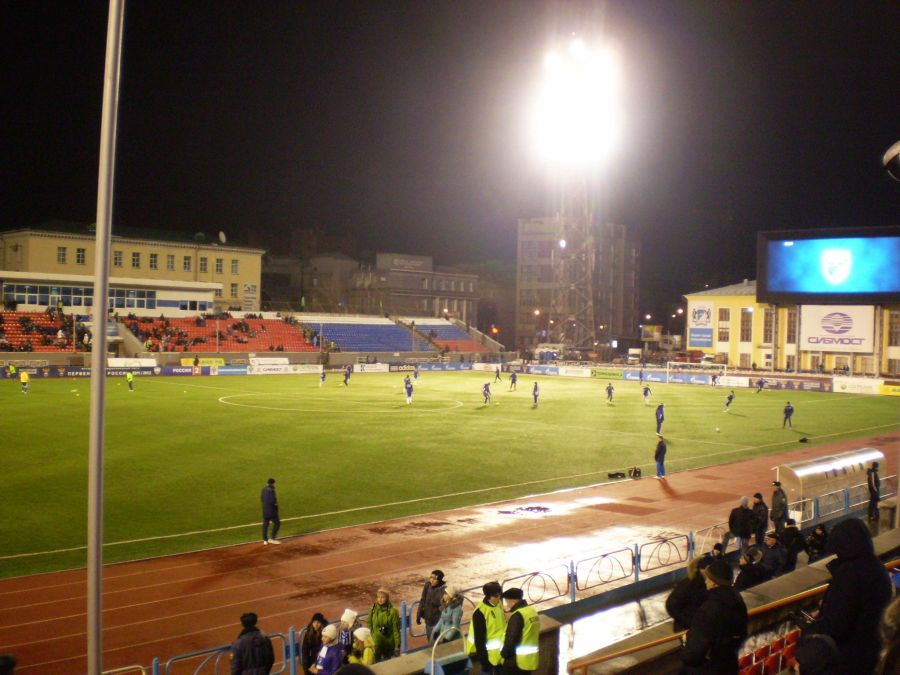
Стадион с новым табло, ноябрь 2011
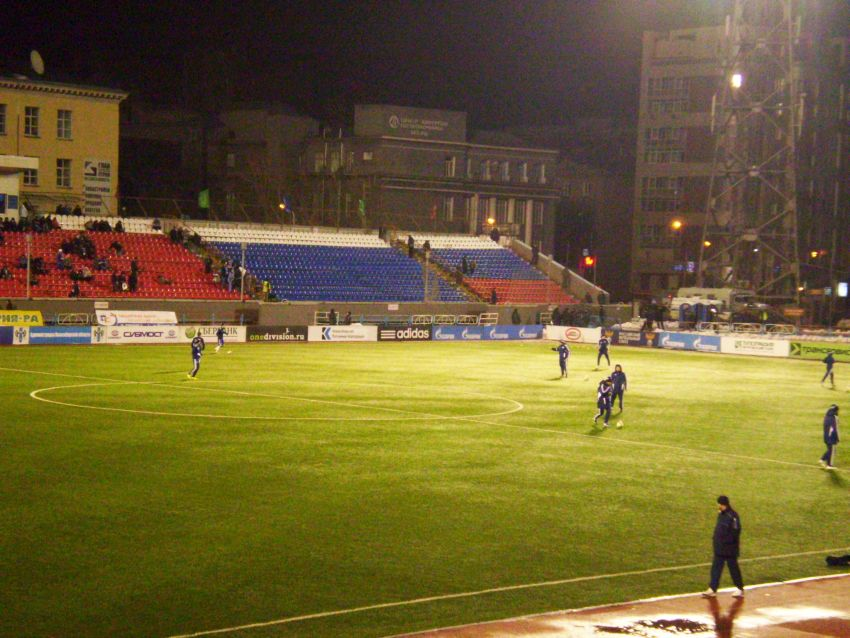
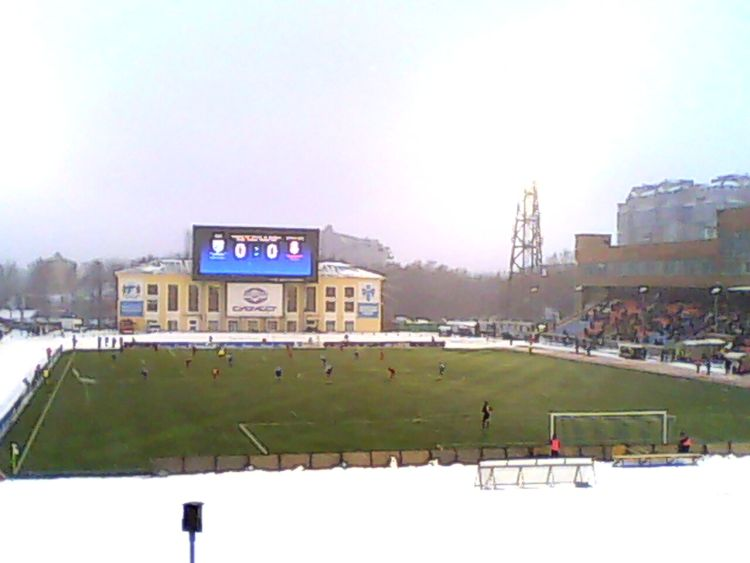
Март 2012 года